# Salmincola corpulentus
Salmincola corpulentus är en kräftdjursart som först beskrevs av Kellicott 1880.  Salmincola corpulentus ingår i släktet Salmincola och familjen Lernaeopodidae. Inga underarter finns listade i Catalogue of Life.